# シェルコ

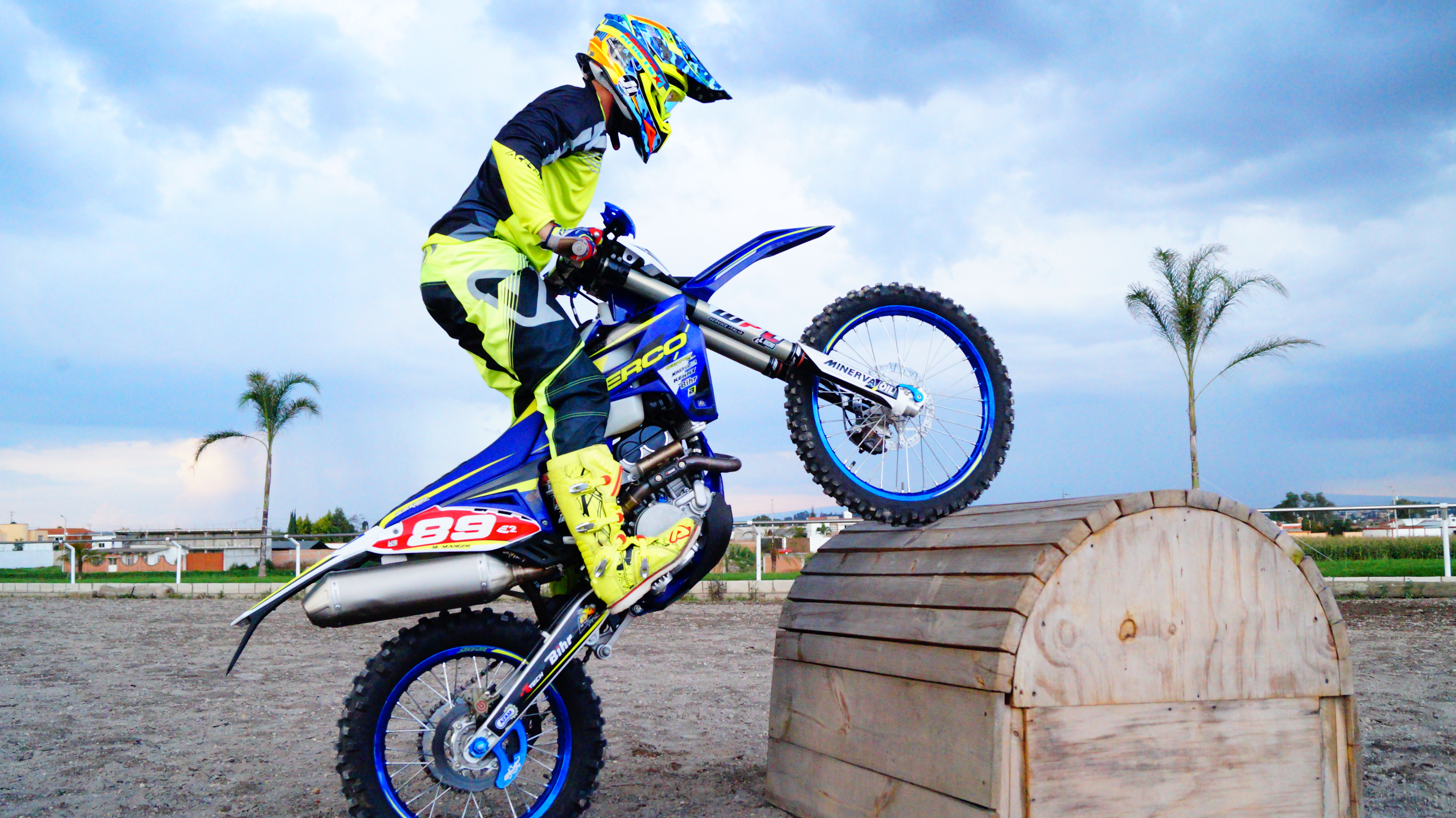
イタリア人ライダーのマッシモ・マンジーニがライドするシェルコ・300 SE-R

シェルコ（Sherco）は、フランス・ニームのオフロード向けオートバイのメーカー・ブランド。
2023年現在、38種類のオフロードバイクと12種類のエンジンを製造し、世界74か国で1100の代理店を通じて販売している。

## 概要

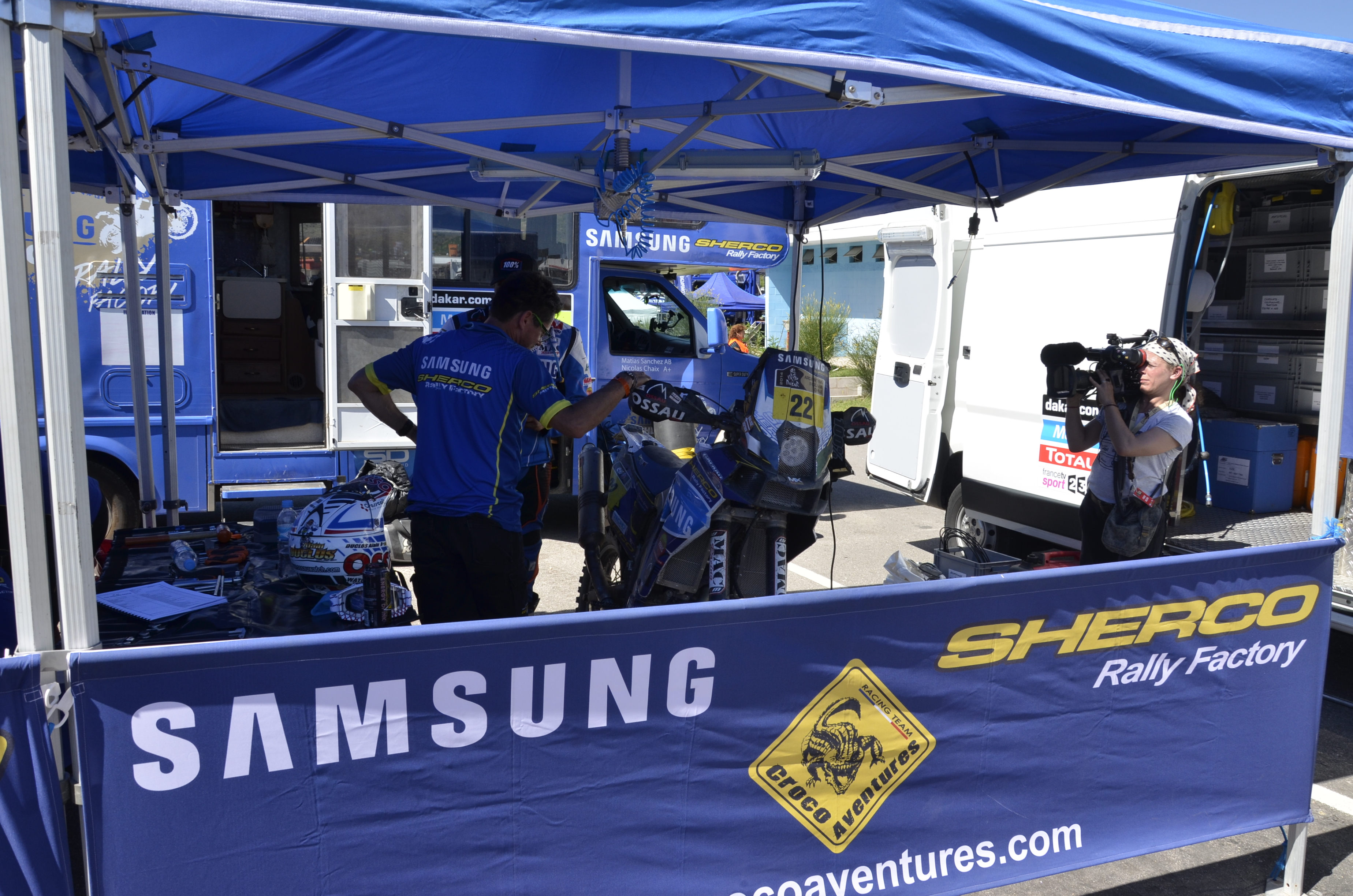
2014年ダカール・ラリーに参戦するシェルコのファクトリーチームのテント

1998年に元トライアルライダーのマルク・テシエとアンドリュー・コディナによって設立された。テシエは1993年にスコルパというオートバイメーカーも設立しており、同社が2009年に破産した際は買収を行っている。
創業当初、テシエはブルタコの商標を買い取り、伝統の銀と赤のカラーリングも復活させて「ブルタコ・シェルコ」として営業していた。またブルタコ同様、スペイン・バルセロナにも生産拠点を置いた。その後ブルタコの名を捨て、2001年からは青色をコーポレートカラーに変えている。
エンデューロとスーパーモタードはイタリアに近いフランスガール県ニームの工場でエンデューロバイク・スーパーモタードバイクを、スペインのバルセロナから北へ30 km離れたカルダス・デ・モンブイの工場ではトライアルバイクをそれぞれ製造している。なおニーム工場の設立は2002年で、スペイン工場の後である。
競技ではエンデューロ、ハードエンデューロ、ラリーレイド、トライアルの世界選手権に参戦。2010年にFIMクロスカントリーラリー世界選手権の450ccクラス、2016年にエンデューロ世界選手権で新設されたEnduroGP（総合）およびE2クラスの初タイトルを獲得している。
ダカール・ラリーでは2010年に安全上の理由から排気量が450ccに制限されたことの恩恵を受けて初のステージ勝利を記録。2014年には2度ステージ優勝を記録した上、KTMやヤマハの支配するフィールドに割って入り、休息日時点でトップ3入りしていた。2015年からインドのTVSモーターと提携して「シェルコTVS」もしくは「TVSシェルコ」として参戦している。
日本では2014年からアルプスヴァンが「シェルコジャパン」として正規輸入販売を行っていたが、2023年3月より三留モーター商会がシェルコジャパンを引き継いだ。また全日本エンデューロにはシェルコのチームが参戦している。

## 種類
車両名は「シェルコ＋カテゴリ名」の頭文字でほぼ共通している（例：ST＝シェルコ・トライアル、SE＝シェルコ・エンデューロ）。

### トライアル

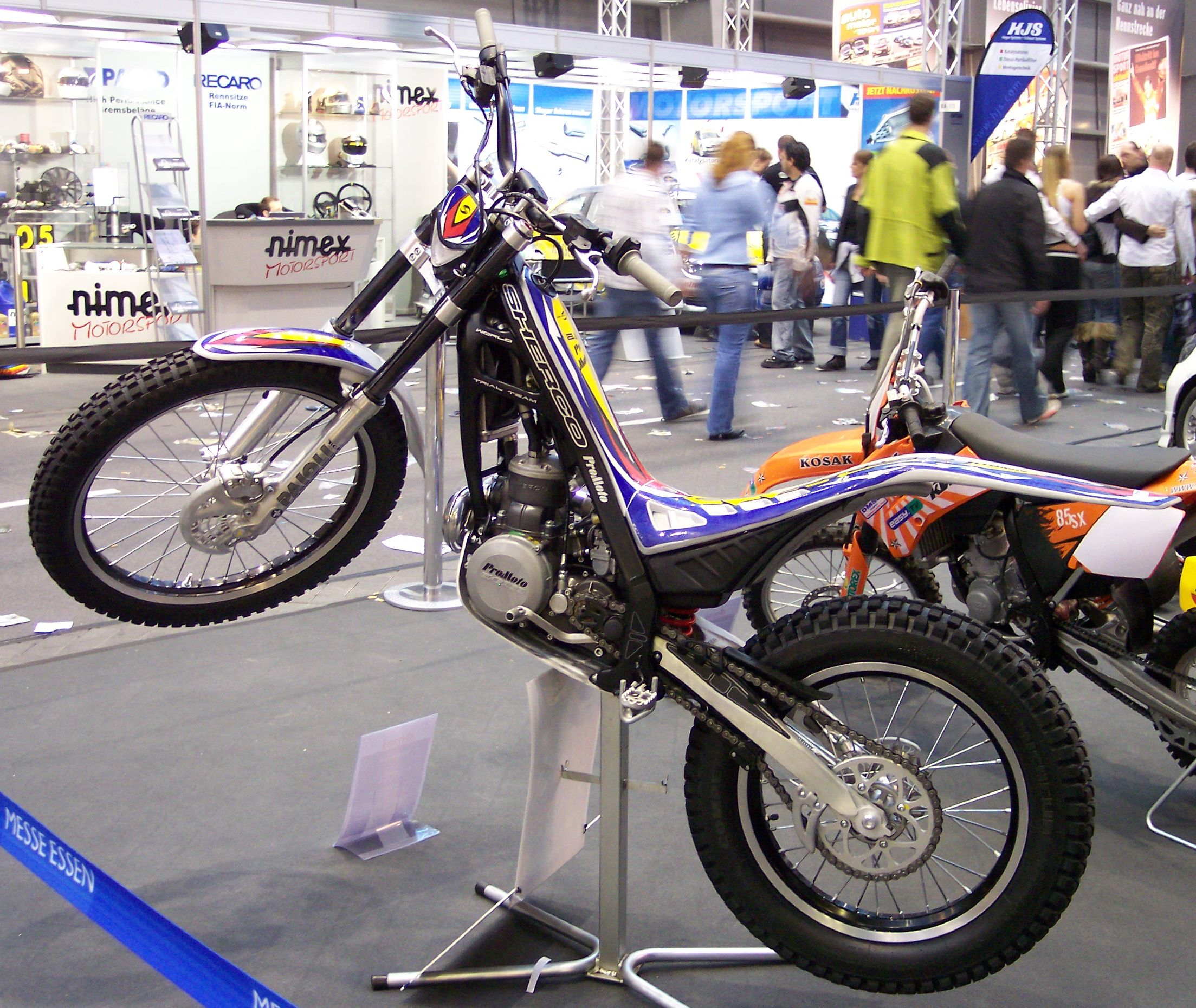
ST2.9

- ST 80
- ST 125
- ST 250
- ST 290
- ST 300
- ST FACTORY

### エンデューロ

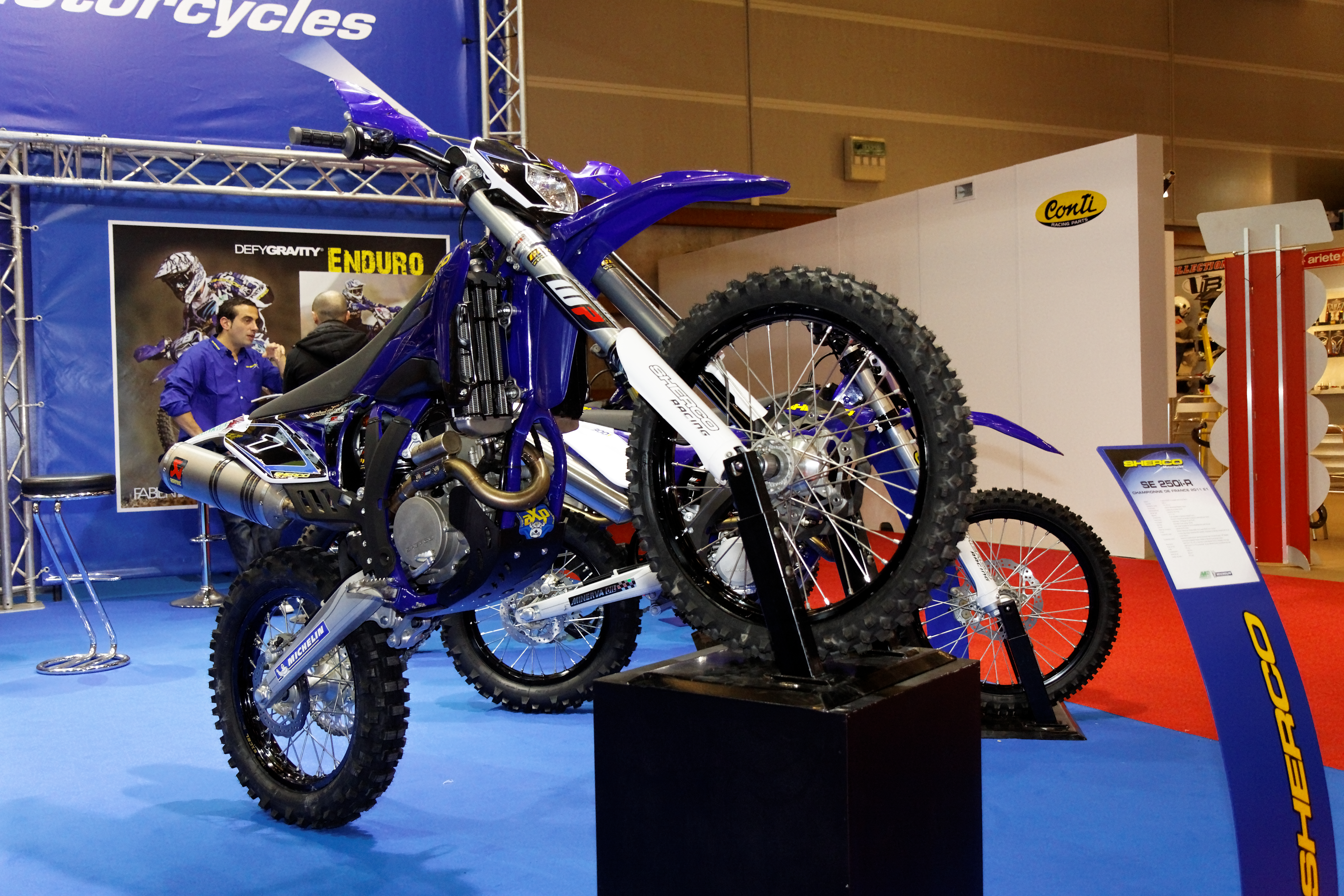
SE 250i-R

- SE 0.5
- SE 1.25-F
- SE 2.5i-F
- SE 3.0i-F
- SE 4.5i-F
- SE 5.1i-F
- SE RACING
- SX 2.5i-F

### スーパーモタード
- SU 0.5 Access
- SU 0.5
- SM 0.5 Black Panther

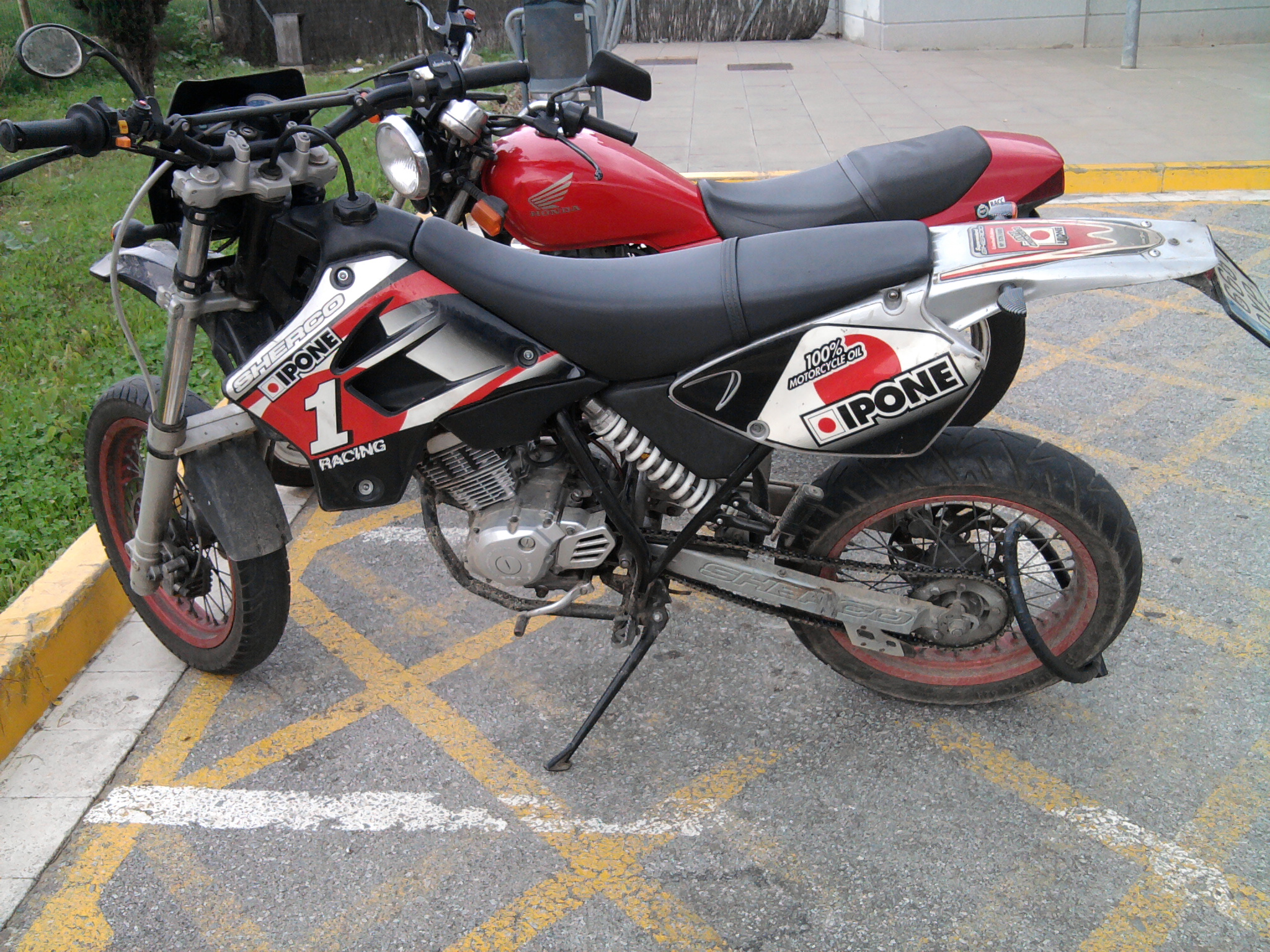
フランスのオイルメーカーIPONE（イッポン）レーシングのSM 50

- SM 1.25-F Black Panther
- SM 4.5i-F Black Panther
- SM 5.1i-F Black Panther